# Seznam biskupů diecéze San Cristobal De Las Casas
Seznam biskupů v diecézi Chiapas (od roku 1964 San Cristóbal de las Casas).

## Biskupové v Chiapas (1539 - 1964)
- Juan de Arteaga y Avendaño, 1539–1541
- Bartolomé de las Casas OP, 1543–1550
- Tomás Casillas OP, 1551–1567
- Pedro de Feria OP, 1572–1588
- Andrés de Ubilla OP, 1592–1603
- Lucas Duran OS, 1605–1607
- Juan González de Mendoza OSA, 1607–1608
- Juan Tomás de Blanes OP, 1609–1612
- Juan de Zapata y Sandoval OSA, 1613–1621
- Bernardino de Salazar y Frías, 1621–1626
- Agustín de Ugarte y Sarabia, 1629–1630
- Marcos Ramírez de Prado y Ovando OFM, 1633–1639
- Cristóbal Pérez Lazarraga y Maneli Viana OCist, 1639–1640
- Domingo de Villaescusa y Ramírez de Arellano OSH, 1640–1651
- Mauro Diego de Tovar y Valle Maldonado OSB, 1652–1666
- Cristóbal Bernardo de Quiros, 1670–1672
- Marcos Bravo de la Serna Manrique, 1674–1679
- Francisco Núñez de la Vega OP, 1682–1698
- Juan Bautista Alvarez de Toledo OFM
- Jacinto Olivera y Pardo, 1714–1733
- José Cubero Ramírez de Arellano OdeM, 1734–1752
- José Vidal de Moctezuma y Tobar OdeM, 1753–1766
- Miguel Cilieza y Velasco, 1767–1768
- Juan Manuel Garcia de Vargas y Ribera OdeM, 1769–1774
- Antonio Caballero y Góngora, 1775
- Francisco Polanco, 1775–1785
- Jose Martinez Palomino y Lopez de Lorena, 1785–1788
- Francisco Gabriel de Olivares y Benito, 1788–1795
- Fermín José Fuero y Gómez Martinez Arañon, 1795–1800
- Andrés Ambrosio de Llanos y Valdés OFM, 1801–1815
- Salvador de Sanmartin y Cuevas, 1816–1821
- Luis García Guillén OdeM, 1831–1834
- José María Luciano Becerra y Jiménez, 1839–1852
- Carlos María Colina y Rubio, 1854–1863
- Carlos Manuel Ladrón de Guevara, 1863–1869
- Germán de Ascensión Villalvazo y Rodríguez, 1869–1879
- Ramón María de San José Moreno y Castañeda OCarm, 1879–1883
- Miguel Mariano Luque y Ayerdi, 1884–1901
- José Francisco Orozco y Jiménez, 1902–1912
- Maximino Ruiz y Flores, 1913–1920
- Gerardo Anaya y Diez de Bonilla, 1920–1941
- Lucio Torreblanca, 1944–1959
- Samuel Ruiz García, 1959–1964

## Biskupové v San Cristóbal de Las Casas (od 1964)
- Samuel Ruiz García, 1964–2000
- Felipe Arizmendi Esquivel, 2000-2017
- Rodrigo Aguilar Martínez, od 2017